# Said Nurmagomedov
Said Nurmagomedov (Makhachkala, 5 de abril de 1992) é um lutador profissional de artes marciais mistas russo, que atualmente compete pelo UFC na categoria dos galos. Apesar de ter o mesmo sobrenome de Khabib Nurmagomedov, ele não tem ligação familiar com o ex-campeão peso leve do UFC.

## Carreira no MMA

### Pré Ultimate Fighting Championship
Antes de chegar ao principal evento de MMA do mundo, Said Nurmagomedov teve passagem uma pelo evento russo, Absolute Championship Berkut, onde ele fez quatro lutas e conseguiu um cartel no evento de 3-1 com duas vitórias por decisão e uma por nocaute e uma derrota por decisão. Depois disso ele passou por dois eventos russos AKHMAT FIGHT SHOW e WFCA onde fez sua última luta antes de chegar ao UFC vencendo o brasileiro Luis Nogueira por decisão.

### Ultimate Fighting Championship
Said Nurmagomedov assinou com o UFC em 2018 e foi escalado para fazer sua estreia em 14 de julho de 2018 no UFC Fight Night: dos Santos vs. Ivanov contra Justin Scoggins. Nurmagomedov venceu por decisão dividida.
Ele enfrentou Ricardo Ramos em 2 de fevereiro de 2019 no UFC Fight Night: Assunção vs. Moraes II. Said venceu por nocaute no primeiro round.
Said Nurmagomedov enfrentou Raoni Barcelos em 21 de dezembro de 2019 no UFC Fight Night: Edgar vs. The Korean Zombie. Ele perdeu a luta por decisão unânime.
Sua quarta luta na organização aconteceu em Abu Dabhi no dia 17/10/2020, ele enfrentou Mark Striegl e venceu o Filipino por nocaute no primeiro round.
Após isso ele enfrentou Cody Stamann no card principal do UFC 270 e venceu por finalização (guilhotina) no primeiro round também.
Na luta seguinte Said enfrentou o brasileiro Douglas Silva de Andrade que vinha de 2 vitórias seguidas. Mas não fui suficiente para vencer o russo, que conseguiu levar a luta até a decisão e vencer por pontos.
Sua sexta luta foi contra o Uzbequistanês Saidyokub Kakhramonov que vinha de 4 vitórias seguidas sendo as duas últimas delas pelo UFC. O russo apesar de ter tido problemas com a luta agarrada do Uzbequistanês no round seguinte conseguiu encaixar uma guilhotina, uma finalização que ele é especialista, e venceu por no segundo round. Aumentando assim seu cartel para 17-2 e no UFC 6-1.

## Cartel no MMA
| Cartel no MMA   |             |            |
| 17 lutas        | 15 vitórias | 2 derrotas |
| Por nocaute     | 4           | 0          |
| Por finalização | 4           | 0          |
| Por decisão     | 7           | 2          |

| Res.    | Cartel | Oponente                | Método                                 | Evento                                        | Data       | Round | Tempo | Local               | Notas                                     |
| ------- | ------ | ----------------------- | -------------------------------------- | --------------------------------------------- | ---------- | ----- | ----- | ------------------- | ----------------------------------------- |
| Vitória | 15-2   | Cody Stamann            | Finalização (guilhotina)               | UFC 270: Ngannou vs. Gane                     | 22/01/2022 | 1     | 0:47  | Anaheim, Califórnia | Performance da Noite.                     |
| Vitória | 14-2   | Mark Striegl            | Nocaute (socos)                        | UFC Fight Night: Ortega vs. The Korean Zombie | 17/10/2020 | 1     | 0:51  | Abu Dhabi           |                                           |
| Derrota | 13–2   | Raoni Barcelos          | Decisão (unânime)                      | UFC Fight Night: Edgar vs. The Korean Zombie  | 21/12/2019 | 3     | 5:00  | Busan               |                                           |
| Vitória | 13–1   | Ricardo Ramos           | Nocaute técnico (chute rodado e socos) | UFC Fight Night: Assunção vs. Moraes II       | 02/02/2019 | 1     | 2:28  | Fortaleza           | Volta aos Galos.                          |
| Vitória | 12–1   | Justin Scoggins         | Decisão (dividida)                     | UFC Fight Night: dos Santos vs. Ivanov        | 14/07/2018 | 3     | 5:00  | Boise, Idaho        | Estreia nos Moscas.                       |
| Vitória | 11–1   | Luis Nogueira           | Decisão (unânime)                      | WFCA 42                                       | 27/09/2017 | 3     | 5:00  | Moscou              |                                           |
| Vitória | 10–1   | Anderson dos Santos     | Finalização (guilhotina)               | WFCA 35                                       | 01/04/2017 | 1     | 1:52  | Astana              |                                           |
| Vitória | 9–1    | Abdul-Rakhman Dudaev    | Decisão (unânime)                      | WFCA 30                                       | 04/10/2016 | 5     | 5:00  | Grozny              | Ganhou o Cinturão Peso Galo Vago do WFCA. |
| Vitória | 8–1    | Walter Pereira Jr.      | Decisão (unânime)                      | World Fighting Championship Akhmat 22         | 22/05/2016 | 3     | 5:00  | Grozny              |                                           |
| Vitória | 7–1    | Diego Marlon            | Decisão (unânime)                      | WFCA 16                                       | 12/05/2016 | 3     | 5:00  | Grozny              |                                           |
| Derrota | 6–1    | Magomed Bibulatov       | Decisão (unânime)                      | ACB 9                                         | 22/06/2014 | 3     | 5:00  | Grozny              |                                           |
| Vitória | 6–0    | German Barsegyan        | Nocaute técnico (interrupção médica)   | ACB 7                                         | 18/05/2014 | 1     | 1:50  | Grozny              |                                           |
| Vitória | 5–0    | Magomed-Emin Hazhgeriev | Decisão (unânime)                      | ACB 4                                         | 30/03/2014 | 2     | 5:00  | Grozny              |                                           |
| Vitória | 4–0    | Aslan Toktarbaev        | Decisão (unânime)                      | ACB 1                                         | 02/03/2014 | 2     | 5:00  | Grozny              | Estreia nos Galos.                        |
| Vitória | 3–0    | Akhmed Sarapov          | Nocaute (soco)                         | Liga Kavkaz - Battle in Khiv 1                | 15/08/2013 | 1     | 4:40  | Khiv                |                                           |
| Vitória | 2–0    | Jolon Uulu Jayloobay    | Finalização (chave de braço)           | Vale Tudo 3                                   | 12/05/2012 | 1     | 1:35  | Moscou              |                                           |
| Vitória | 1–0    | Oscar Nave              | Finalização (chave de braço)           | World Ultimate Full Contact 15                | 22/08/2009 | 1     | 2:03  | Viseu               | Estreia nos Penas.                        |